# 笠原軔
笠原 軔（かさはら じん） は新潟県の洋画家、漢詩人、郷土史家。号は屠竜山人、揚峡酔樵。故郷新潟や津川の風景画を多く残した。

## 生涯

### 生い立ち
1885年（明治18年）4月24日新潟県官吏渡辺漁村の次男として新潟に生まれた。1887年（明治20年）母を失い、後妻キエと伯父碇浦の未亡人キクに養育された。当初白山浦に住み、学校町二番町に移り、白山浦に戻った。

### 中学校時代
1898年（明治31年）新潟高等小学校4年を卒業し、4月新潟県立中学校に進学した。同期には小柳篤二・佐藤荘一郎・小山九一・薄田白天郎・古川北華・諸橋宏・山岸（草野）宏次郎・三浦卓爾・五十嵐昌平・村山真雄、1級下には平田笛人等がいた。3年次に父が中学校に赴任し、軔の「つぁま」（中越方言で「父」の意）として「ジンツァマ」と呼ばれた。
4年次に教師として赴任した小黒太白や、桜井天壇・会津八朔郎・式場麻青・太虚（長谷川徹）等先輩の薫陶を受け、ホトトギス派俳句に傾倒した。1902年（明治35年）5年次の夏季休暇で「妙義山に遊ぶの記」を著した際、『荘子』「屠竜の技」（非実用的な技術の喩え）に因み、屠竜と号した。同年学生文集『夏木立』に寄せた表紙絵が現存する最初の絵画作品である。

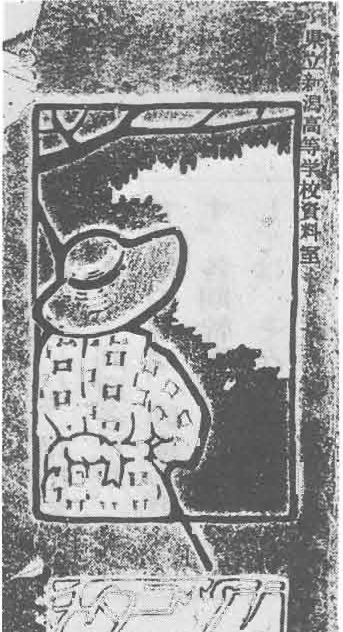
同年学生文集『夏木立』表紙絵

1903年（明治36年）3月卒業し、夏古志郡渡沢村の画家田中本吉に指導を受けた。1904年（明治37年）1月から4月まで摂田屋の小学校で代用教員を務めた。

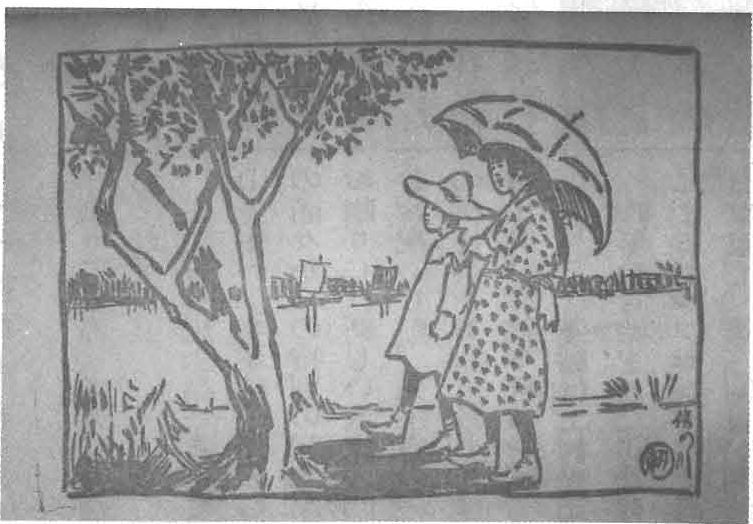
同年学生文集『信濃川』1906年（明治39年）の挿し絵

### 上京
1904年（明治37年）4月東京美術学校洋画科本科に進学した。同期には加藤静児・金山平三・安藤東一郎がいた。1906年（明治39年）春上京した後輩鈴木良治・富田温一郎を下宿に住まわせた。1908年（明治41年）夏佐渡郡相川町時岡医院に滞在して卒業制作として「自画像」「老坑夫」を仕上げ、1909年（明治42年）3月卒業した。
1910年（明治43年）頃東京帝国大学農学部に勤め、田中長三郎の下で柑橘類の標本を写生した。1915年（大正4年）10月23日小石川区の実業家笠原家に婿入りした。
1923年（大正12年）9月1日関東大震災で油彩画の殆どを失い、養家笠原家も没落した。ボードレール等の悪魔主義思想に影響され、芸術と生活の両立について思い悩んだ。1924年（大正13年）白日会創立に参加したが、1933年（昭和8年）退会した。1929年（昭和4年）7月から10月まで中国を旅行し、蘇州・杭州・北京で写生を行った。
帰郷の度東蒲原郡の郷土研究会を開いて一集会と称し、1930年（昭和5年）には郡内で出土した縄文土器や、上川村伝以仁王陵墓を調査した。1935年（昭和10年）1月小林存が『高志路』を創刊し、盛んに寄稿した。1938年（昭和13年）8月『新潟新聞』・『函館新聞』臨時特派員として日中戦争に従軍し、北京・石家荘・奉天・鴨緑江・安東を巡った。

### 帰県
1839年（昭和14年）妻アヤを失い、性格・画風が一変した。1947年（昭和22年）早春借金のため高円寺の自宅槿花草舎を手放し、竹村鉄之助の招きで津川町古四王下の同家農園の作業小屋城南山荘に住み込み、古志王草堂と名付けた。1948年（昭和23年）8月8日小林存に百和堂片桐民治を紹介され、以来援助を受けた。1950年（明治38年）胸痛の病で生死を彷徨った。
1953年（昭和28年）4月1日新潟大学教授渡辺綱也・校長小池義公の斡旋で新潟県立津川高等学校美術講師となった。教え子に高橋（松浦）正宗がいる。
1954年（昭和29年）11月沼垂に移り、1955年（昭和30年）7月滞在先の沼垂公民館で倒れ、11月5日午前3時30分市内臨港病院で死去した。法名は釈慈軔。26日市内願浄寺で告別式が行われ、水原町山口善照寺に分骨が葬られた。1956年（昭和31年）11月5日西山日光寺にも分葬され、残りの分骨は沼垂法光院に葬られる予定が未埋葬のままとなっていた。
1977年（昭和52年）11月5日水原町瓢湖畔古川屋支店前に詩碑が建てられた。

## 作品
- 「早春」 - 1925年（大正14年）帝国美術院第6回美術展覧会第2部（西洋画）に入選[2]。
- 「豊島商吉君像」 - 第二次ソロモン海戦で特攻した豊島商吉の肖像[21]。
- 「津川古四王平暮雪」 - 1948年（昭和23年）作。古志王草堂から見た夕暮れの雪景[18]。
- 「萬代橋図」 - 六曲半双貼交屏風。2012年（平成24年）度新潟市美術館が他14作品と共に収蔵[22]。
- 「墨竹図」 - 2013年（平成25年）度新潟市歴史博物館収蔵[23]。

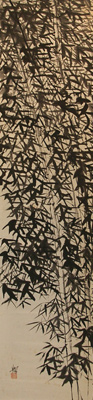
「墨竹図」 新潟市歴史博物館収蔵

- 「揚峡酔樵」 - 自らの号を題とし、晩秋の林と樵夫の後ろ姿を描く。片桐民治旧蔵[18]。

## 親族

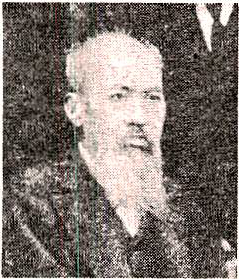
渡辺漁村

- 父：渡辺漁村 - 新潟県立新潟中学校教員。
- 母：クニ - 渡部氏[24]。1887年（明治20年）8月29日29歳で没[2]。
- 兄：渡辺轍（1882年（明治15年）2月21日[5] - 1941年（昭和16年）4月24日[2]）
新潟県立新潟中学校、第四高等学校[9]、東京帝国大学史学科を経て、萩野由之助手となり、兜町渋沢家編纂所で『徳川慶喜公』編纂に参加した[4]。
- 養父：笠原孝太郎（明治元年（1868年）6月生[25]）
水原町出身[24]。笠原重信長男。日本勧業信託・東洋コンスターチ・日本護謨工業取締役、日本紙器製造監査役、ビルブローカー巴商会主[25]。関東大震災で没落した[20]。
- 養母：ツウ - 1871年（明治4年）9月生。三浦宗春長女[25]。
- 妻：綾[26]（1894年（明治27年）6月[25] - 1939年（昭和14年）12月19日没[2]）
孝太郎長女[2]。仏英和女学校出身。震災後、ピアノ教師となって家計を助けた[20]。